# 德纳泽
德纳泽（法語：Denazé，法語發音：[dənaze]）是法国马耶讷省的一个市镇，属于贡捷堡区。

## 地理
德纳泽（47°53'6"N, 0°53'13"W）面积9.3 平方千米，位于法国卢瓦尔河地区大区马耶讷省，该省份为法国西北部内陆省份，北起芒什省和奧恩省，西接伊勒-维莱讷省，南至曼恩-卢瓦尔省，东临萨尔特省。
与德纳泽接壤的市镇（或旧市镇、城区）包括：阿泰、拉沙佩勒克拉奈斯、克朗、波姆里约、桑普莱、普雷当茹。

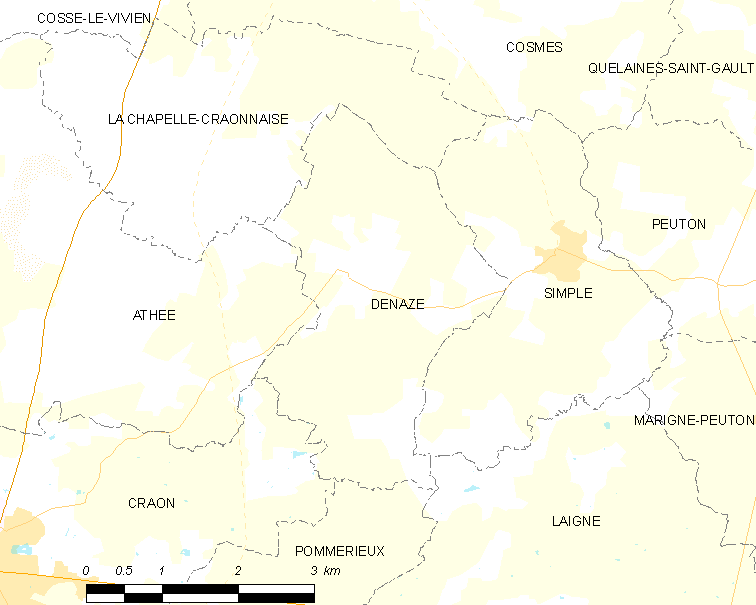
德纳泽的OSM定位图

德纳泽的时区为UTC+01:00、UTC+02:00（夏令时）。

## 行政
德纳泽的邮政编码为53400，INSEE市镇编码为53090。

## 政治
德纳泽所属的省级选区为马耶讷河畔贡捷堡第二县。

## 人口

1962-2008年间德纳泽人口变化图示

德纳泽于2022年1月1日时的人口数量为184人。